# Главина-Горня
Главина-Горня (хорв. Glavina Gornja) — населений пункт у Хорватії, у Сплітсько-Далматинській жупанії у складі міста Імотський.

## Населення
Населення за даними перепису 2011 року становило 283 осіб.
Динаміка чисельності населення поселення:

## Клімат
Середня річна температура становить 11,53 °C, середня максимальна – 25,48 °C, а середня мінімальна – -3,12 °C. Середня річна кількість опадів – 961 мм.
| Клімат поселення                              | Клімат поселення | Клімат поселення | Клімат поселення | Клімат поселення | Клімат поселення | Клімат поселення | Клімат поселення | Клімат поселення | Клімат поселення | Клімат поселення | Клімат поселення | Клімат поселення | Клімат поселення |
| Показник                                      | Січ.             | Лют.             | Бер.             | Квіт.            | Трав.            | Черв.            | Лип.             | Серп.            | Вер.             | Жовт.            | Лист.            | Груд.            |                  |
| Середній максимум, °C                         | 8,90             | 9,05             | 12,46            | 16,35            | 20,83            | 24,52            | 25,37            | 25,48            | 21,15            | 16,62            | 11,58            | 8,90             |                  |
| Середня температура, °C                       | 2,88             | 3,02             | 6,45             | 10,33            | 14,82            | 18,52            | 20,90            | 21,01            | 16,67            | 12,15            | 7,10             | 4,42             |                  |
| Середній мінімум, °C                          | −3,12            | −2,97            | 0,44             | 4,32             | 8,81             | 12,50            | 16,42            | 16,54            | 12,21            | 7,67             | 2,64             | −0,06            |                  |
| Норма опадів, мм                              | 80               | 73               | 73               | 81               | 65               | 66               | 46               | 58               | 79               | 107              | 126              | 107              |                  |
| Середньомісячна швидкість вітру, м/с          | 2.21             | 2.65             | 2.76             | 2.62             | 2.34             | 2.08             | 2.07             | 1.94             | 2.10             | 2.17             | 2.54             | 2.59             |                  |
| Середньомісячна сонячна радіація, кДж/м²·день | 5542             | 8128             | 11929            | 16036            | 19720            | 22440            | 24254            | 21443            | 16049            | 10434            | 6050             | 4699             |                  |
| --------------------------------------------- | ---------------- | ---------------- | ---------------- | ---------------- | ---------------- | ---------------- | ---------------- | ---------------- | ---------------- | ---------------- | ---------------- | ---------------- | ---------------- |
| Джерело:                                      |                  |                  |                  |                  |                  |                  |                  |                  |                  |                  |                  |                  |                  |